# NGC 733
Désignations
NGC 733 est une étoile située dans la constellation du Triangle. 
L'ingénieur irlandais Bindon Stoney a enregistré la position de cette étoile le 11 octobre 1850.
Cette étoile est Pul -3 150169. La base de données Simbad indique deux distances pour cette étoile : 799,297 ± 20,507 9 pc (∼2 610 al) et 796,178 3 ± 26,840 pc (∼2 600 al)
Cette même base de données, qui renferme par ailleurs plusieurs erreurs d'identification, associe NGC 733 à la galaxie 2MASX J01562472+3303524.